# Simay Barlas
Simay Barlas (Istanbul, 7 maggio 1999) è un'attrice turca.

## Biografia
Nata nel 1997 a Istanbul (Turchia), Simay Barlas dopo aver completato l'istruzione primaria e secondaria, ha deciso di iscriversi presso il dipartimento di cinema e televisione dell'Università Bilgi di Istanbul, dove al termine degli studi ha conseguito la laurea. Nel 2014 ha fatto la sua prima apparizione sul piccolo schermo con il ruolo di Öykü nella serie Paramparça. Dal 2016 e nel 2017 ha ottenuto il ruolo di Gözde Sarıyaz nella serie Hayat Bazen Tatlıdır, seguito nel 2017 da quello di Naz Yalınay nella serie Adı Efsane.
Nel 2019 ha compiuto il suo esordio al cinema con il ruolo di Damla nel film Dijital Esaret diretto da Emre Kavuk. Nel 2019 e nel 2020 è stata scritturata per interpretare il ruolo di Damla Karaçay nella serie Zalim İstanbul, seguita nel 2020 dal ruolo di Yağmur nella serie Bir Annenin Günahı. Nel 2021 e nel 2022 ha ottenuto il ruolo principale di Efnan nella serie Aziz, seguita nel 2023 dal ruolo di Süreyya Kutlu nella serie Ömer. Nel dicembre dello stesso anno ha vinto il premio come Stella nascente alla cinquantesima edizione dei Pantene Golden Butterfly Awards. Nel 2023 e nel 2024 ha ricoperto il ruolo di Rüya Arkan nella serie Yabani. Nel 2024 è entrata a far parte del cast della serie Sen Ağlama İstanbul, nel ruolo di Şehrazat.

## Filmografia

### Cinema
- Dijital Esaret, regia di Emre Kavuk (2019)

### Televisione
- Paramparça – serie TV, 6 episodi (Star TV, 2014)
- Hayat Bazen Tatlıdır – serie TV, 26 episodi (Star TV, 2016-2017)
- Adı Efsane – serie TV, 9 episodi (Kanal D, 2017)
- Zalim İstanbul – serie TV, 39 episodi (Kanal D, 2019-2020)
- Bir Annenin Günahı – serie TV, 5 episodi (Kanal D, 2020)
- Aziz – serie TV, 28 episodi (Show TV, 2021-2022)
- Ömer – serie TV, 18 episodi (Star TV, 2023)
- Yabani – serie TV, 38 episodi (Now, 2023-2024)
- Sen Ağlama İstanbul – serie TV, 8 episodi (Star TV, 2024-2025)

## Riconoscimenti
- Pantene Golden Butterfly Awards
  - 2023: Vincitrice come Stella nascente[19]